# Elisabeta de Boemia (1358–1373)
Elisabeta de Boemia (în germană Elisabeth von Luxemburg-Böhmen; n. 19 martie 1358, Praga – d. 19 septembrie 1373, Viena), aparținând Casei de Luxemburg, a fost prințesă a Boemiei, singura fiică din a treia căsătorie a împăratului Carol al IV-lea cu Ana de Schweidnitz. Elisabeta a devenit ducesă de Austria prin căsătoria cu Albert al III-lea. Fratele ei a fost regele romano-german Venceslau al IV-lea al Boemiei.

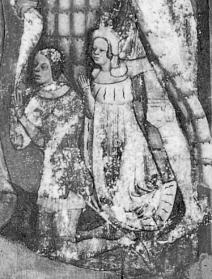
Elisabeta și ducele Albert al III-lea

După moartea mamei ei, Carol s-a recăsătorit pentru ultima dată cu Elisabeta de Pomerania. În urma acestei căsătorii Elisabeta a avut șase frați vitregi: Anna - regina Angliei, Sigismund - împăratul Sfântului Imperiu Roman, Ioan - duce de Görlitz, Margareta de Boemia (d. 1410), Carol și Henric.
La nașterea Elisabetei învățatul Francesco Petrarca a trimis împăratului o scrisoare de felicitare. La vârsta de cinci ani, fiica imperială a fost logodită la Nürnberg în 1363 cu Otto al V-lea al Bavariei, ulterior margraf de Brandenburg. Logodna a fost întreruptă în 1366 deoarece tatăl ei, împăratul Carol al IV-lea își schimbase planurile: dorea ca Elisabeta să se căsătorească cu ducele Albert al III-lea de Habsburg. Căsătoria era o mișcare pe tabla de șah și trebuia să-l împiedice pe ducele Albert să-și unească destinul cu Elisabeta a Ungariei, prințesă de Taranto (moștenitoarea regelui Ludovic I al Ungariei) care urma să se logodească cu Venceslau, fiul lui Carol al IV-lea. În schimb Otto al V-lea a primit mâna Caterinei de Luxemburg, sora vitregă a Elisabetei și văduva lui Rudolf al IV-lea, care murise în 1365 (fratele lui Albert al III-lea). Când Elisabeta a împlinit vârsta de opt ani pe 19 martie 1366 a avut loc dubla nuntă: a ei și a surorii ei. Așa a apărut o alianță boemă-austriacă, care a asigurat familiei de Habsburg, printre altele, posesia comitatului Tirol. Elisabeta a murit fără copii la Viena la vârsta de 15 ani. Ea a fost înmormântată în biserica Mănăstirii Kartause Gaming (aflată în Austria Inferioară de astăzi).